# Symbian Anna
Symbian Anna è il sistema operativo della casa finlandese Nokia.
È disponibile come aggiornamento (sia da Nokia Suite che OTA) del precedente Symbian ^3, solo per i dispositivi:
- Nokia N8
- Nokia E7
- Nokia C6-01
- Nokia C7

L'aggiornamento è disponibile anche in Italia.

## Nuove caratteristiche
Il sistema presenta delle novità che lo mettono al passo, o almeno ci prova accorciando la distanza, dai più noti sistemi operativi mobili (iOS, Android).
Le novità principali sono:
- Nuova veste grafica: in questa versione si può notare un restyle delle icone, dei colori del menù e della disposizione di esso. Come nel sistema precedente, anche in questo si hanno multiple schermate home, totalmente personalizzabili con dei widget e shortcut applicabili negli appositi spazi.
- Tastiera QWERTY disponibile anche in portrait: come nei sistemi più diffusi, anche in Anna è possibile avere la tastiera QWERTY, con o senza T9, anche tenendo il terminale in verticale. Migliorata la reattività, forse merito di algoritmi più precisi.
- Browser migliorato: un feedback migliore rispetto al precedente browser di Symbian, ora più veloce.
- Nokia Store e Mappe aggiornati: le due app di Nokia ora assomigliano di più alle app dei sistemi concorrenti, questo garantisce più utilizzabilità agli utenti meno esperti.